# Simning vid världsmästerskapen i simsport 2022 – Herrarnas 100 meter ryggsim
Herrarnas 100 meter ryggsim vid världsmästerskapen i simsport 2022 avgjordes mellan den 19 och 20 juni 2022 i Donau Arena i Budapest i Ungern.
Italienska Thomas Ceccon tog guld efter ett lopp på 51,60 sekunder, vilket blev ett nytt världsrekord. Silvret togs av amerikanska Ryan Murphy och bronset togs av hans landsman Hunter Armstrong.

## Rekord
Inför tävlingens start fanns följande världs- och mästerskapsrekord:
|                   | Namn        | Nation | Tid   | Ort                       | Datum           |
| ----------------- | ----------- | ------ | ----- | ------------------------- | --------------- |
| Världsrekord      | Ryan Murphy | USA    | 51,85 | Rio de Janeiro, Brasilien | 13 augusti 2016 |
| Mästerskapsrekord | Xu Jiayu    | Kina   | 52,17 | Gwangju, Sydkorea         | 22 juli 2019    |

Följande rekord slogs under tävlingen:
| Datum   | Omgång    | Namn               | Nationalitet | Tid   | Rekord |
| ------- | --------- | ------------------ | ------------ | ----- | ------ |
| 19 juni | Semifinal | Apostolos Christou | Grekland     | 52,09 | 0MR0   |
| 20 juni | Final     | Thomas Ceccon      | Italien      | 51,60 | 0VR0   |

## Resultat

### Försöksheat
Försöksheaten startade den 19 juni klockan 09:15.
| Placering | Heat | Bana | Namn                 | Nationalitet     | Tid             | Noteringar      |
| --------- | ---- | ---- | -------------------- | ---------------- | --------------- | --------------- |
| 1         | 5    | 4    | Hunter Armstrong     | USA              | 52,81           | 0Q0             |
| 2         | 5    | 6    | Ryosuke Irie         | Japan            | 53,16           | 0Q0             |
| 3         | 6    | 3    | Apostolos Christou   | Grekland         | 53,21           | 0Q0             |
| 4         | 4    | 5    | Yohann Ndoye Brouard | Frankrike        | 53,22           | 0Q0             |
| 5         | 6    | 2    | Ksawery Masiuk       | Polen            | 53,33           | 0Q0, 0NR0       |
| 6         | 6    | 4    | Ryan Murphy          | USA              | 53,42           | 0Q0             |
| 7         | 6    | 5    | Xu Jiayu             | Kina             | 53,45           | 0Q0             |
| 8         | 4    | 3    | Mewen Tomac          | Frankrike        | 53,60           | 0Q0             |
| 9         | 4    | 4    | Thomas Ceccon        | Italien          | 53,70           | 0Q0             |
| 10        | 5    | 3    | Hugo González        | Spanien          | 53,74           | 0Q0             |
| 11        | 5    | 5    | Mitch Larkin         | Australien       | 53,77           | 0Q0             |
| 12        | 4    | 2    | Lee Ju-ho            | Sydkorea         | 53,84           | 0Q0             |
| 13        | 6    | 6    | Robert Glință        | Rumänien         | 53,86           | 0Q0             |
| 14        | 5    | 2    | Isaac Cooper         | Australien       | 53,87           | 0Q0             |
| 15        | 4    | 6    | Luke Greenbank       | Storbritannien   | 53,97           | 0Q0             |
| 16        | 5    | 7    | Ole Braunschweig     | Tyskland         | 54,22           | 0Q0             |
| 17        | 5    | 1    | Guilherme Dias       | Brasilien        | 54,26           |                 |
| 18        | 6    | 7    | Andrew Jeffcoat      | Nya Zeeland      | 54,35           |                 |
| 19        | 5    | 0    | Benedek Kovács       | Ungern           | 54,47           |                 |
| 20        | 3    | 3    | Mohamed Samy         | Egypten          | 54,67           | 0NR0            |
| 21        | 4    | 8    | Oleksandr Zjeltjakov | Ukraina          | 54,86           |                 |
| 22        | 4    | 0    | Javier Acevedo       | Kanada           | 54,97           |                 |
| 23        | 6    | 0    | Jan Čejka            | Tjeckien         | 55,22           |                 |
| 24        | 4    | 1    | Michael Laitarovsky  | Israel           | 55,25           |                 |
| 25        | 3    | 7    | Ģirts Feldbergs      | Lettland         | 55,43           |                 |
| 26        | 4    | 7    | Joe Litchfield       | Storbritannien   | 55,52           |                 |
| 27        | 3    | 9    | Chuang Mu-lun        | Kinesiska Taipei | 55,57           |                 |
| 28        | 3    | 5    | Ziyad Ahmed          | Sudan            | 55,75           |                 |
| 29        | 5    | 8    | Quah Zheng Wen       | Singapore        | 55,76           |                 |
| 30        | 4    | 9    | Armin Lelle          | Estland          | 55,82           |                 |
| 31        | 6    | 9    | Omar Pinzón          | Colombia         | 55,95           |                 |
| 32        | 5    | 9    | Yeziel Morales       | Puerto Rico      | 56,52           |                 |
| 33        | 3    | 8    | Max Mannes           | Luxemburg        | 56,90           |                 |
| 34        | 3    | 4    | Charles Hockin       | Paraguay         | 57,01           |                 |
| 35        | 2    | 4    | Lau Shiu Yue         | Hongkong         | 57,06           |                 |
| 36        | 3    | 0    | Farrel Tangkas       | Indonesien       | 57,17           |                 |
| 37        | 3    | 1    | Patrick Groters      | Aruba            | 57,37           |                 |
| 38        | 2    | 3    | Yazan Al-Bawwab      | Palestina        | 59,31           |                 |
| 39        | 2    | 5    | Bede Aitu            | Cooköarna        | 59,54           |                 |
| 40        | 1    | 5    | Omar Al-Rowaila      | Bahrain          | 1.00,03         |                 |
| 41        | 2    | 1    | Juhn Tenorio         | Nordmarianerna   | 1.00,93         |                 |
| 42        | 1    | 3    | Mekhayl Engel        | Curaçao          | 1.01,46         |                 |
| 43        | 2    | 7    | Samiul Islam Rafi    | Bangladesh       | 1.02,31         |                 |
| 44        | 2    | 2    | Charles Bennici      | Kambodja         | 1.02,57         |                 |
| 45        | 1    | 4    | Benjamin Ko          | Guam             | 1.02,66         |                 |
| 46        | 2    | 6    | Dennis Mhini         | Tanzania         | 1.04,71         |                 |
| 47        | 2    | 0    | Mohamed Aan Hussain  | Maldiverna       | 1.05,77         |                 |
| 48        | 2    | 9    | Nasser Al-Kindi      | Oman             | 1.06,02         |                 |
| –         | 2    | 8    | Faizan Akbar         | Pakistan         | Startade inte   | Startade inte   |
| –         | 3    | 2    | Jack Kirby           | Barbados         | Startade inte   | Startade inte   |
| –         | 6    | 8    | Roman Mityukov       | Schweiz          | Startade inte   | Startade inte   |
| –         | 6    | 1    | Bernhard Reitshammer | Österrike        | Startade inte   | Startade inte   |
| –         | 3    | 6    | Erikas Grigaitis     | Litauen          | Diskvalificerad | Diskvalificerad |

### Semifinaler
Semifinalerna startade den 19 juni klockan 18:18.

#### Semifinal 1
| Placering | Bana | Namn                 | Nationalitet | Tid   | Noteringar |
| --------- | ---- | -------------------- | ------------ | ----- | ---------- |
| 1         | 5    | Yohann Ndoye Brouard | Frankrike    | 52,72 | 0Q0        |
| 2         | 3    | Ryan Murphy          | USA          | 52,80 | 0Q0        |
| 3         | 4    | Ryosuke Irie         | Japan        | 52,85 | 0Q0        |
| 4         | 6    | Mewen Tomac          | Frankrike    | 53,41 |            |
| 5         | 2    | Hugo González        | Spanien      | 53,50 |            |
| 6         | 1    | Isaac Cooper         | Australien   | 53,55 |            |
| 7         | 7    | Lee Ju-ho            | Sydkorea     | 54,07 |            |
| 8         | 8    | Ole Braunschweig     | Tyskland     | 54,18 |            |

#### Semifinal 2
| Placering | Bana | Namn               | Nationalitet   | Tid   | Noteringar      |
| --------- | ---- | ------------------ | -------------- | ----- | --------------- |
| 1         | 5    | Apostolos Christou | Grekland       | 52,09 | 0Q0, 0MR0, 0NR0 |
| 2         | 2    | Thomas Ceccon      | Italien        | 52,12 | 0Q0             |
| 3         | 4    | Hunter Armstrong   | USA            | 52,37 | 0Q0             |
| 4         | 3    | Ksawery Masiuk     | Polen          | 52,58 | 0Q0, 0NR0       |
| 5         | 1    | Robert Glință      | Rumänien       | 53,00 | 0Q0             |
| 6         | 6    | Xu Jiayu           | Kina           | 53,49 |                 |
| 7         | 7    | Mitch Larkin       | Australien     | 53,73 |                 |
| 8         | 8    | Luke Greenbank     | Storbritannien | 53,99 |                 |

### Final
Finalen startade den 20 juni klockan 19:00.
| Placering | Bana | Namn                 | Nationalitet | Tid   | Noteringar |
| --------- | ---- | -------------------- | ------------ | ----- | ---------- |
| 1         | 5    | Thomas Ceccon        | Italien      | 51,60 | 0VR0       |
| 2         | 7    | Ryan Murphy          | USA          | 51,97 |            |
| 3         | 3    | Hunter Armstrong     | USA          | 51,98 |            |
| 4         | 2    | Yohann Ndoye Brouard | Frankrike    | 52,50 |            |
| 5         | 4    | Apostolos Christou   | Grekland     | 52,57 |            |
| 6         | 6    | Ksawery Masiuk       | Polen        | 52,75 |            |
| 7         | 1    | Ryosuke Irie         | Japan        | 52,83 |            |
| 8         | 8    | Robert Glință        | Rumänien     | 53,63 |            |